# MF Lisco Gloria
MF Lisco Gloria – pływający pod litewską banderą prom samochodowo-pasażerski (ROPAX), własność firmy Rasa Multipurpose Shipping.
Nośność 6802 t DWT, wyporność 10,5 tys. ton, pojemność brutto 20140, długość 199,4 metrów, maksymalna szerokość  25 m, maksymalne zanurzenie 6,32 m. Zwodowany w 2001 roku w Stoczni Szczecińskiej, wszedł do służby w 2002. Pływa po Morzu Bałtyckim w barwach operatora DFDS Lisco na regularnej linii Kilonia-Kłajpeda.
W październiku 2010 podczas rejsu z Kilonii do Kłajpedy, kiedy prom znajdował się nieopodal niemieckiej wyspy Fehmarn i duńskiej Langeland wybuchł na nim pożar. Wszystkie z ponad 200 osób znajdujących się na pokładzie uratowano.